# Canóvanas
La municipalité de Canóvanas, sur l'ile de Porto Rico (Code International : PR.CV) couvre une superficie de 76 km² et regroupe 42 337 habitants en 2020.